# Larry Donald
Larry Antion Donald (Cincinnati, 6 de enero de 1967) es un deportista estadounidense que compitió en boxeo.
Ganó una medalla de bronce en el Campeonato Mundial de Boxeo Aficionado de 1991, en el peso superpesado. Participó en los Juegos Olímpicos de Barcelona 1992, ocupando el quinto lugar en el mismo peso.
En enero de 1993 disputó su primera pelea como profesional. En su carrera profesional tuvo en total 50 combates, con un registro de 42 victorias, 5 derrotas y tres empates.

## Palmarés internacional
| Campeonato Mundial | Campeonato Mundial | Campeonato Mundial | Campeonato Mundial |
| Año                | Lugar              | Medalla            | Categoría          |
| ------------------ | ------------------ | ------------------ | ------------------ |
| 1991               | Sídney (Australia) | Medalla de bronce  | +91 kg             |